# Saint-Mitre-les-Remparts
Saint-Mitre-les-Remparts is een gemeente in het Franse departement Bouches-du-Rhône (regio Provence-Alpes-Côte d'Azur). De plaats maakt deel uit van het arrondissement Istres. Saint-Mitre-les-Remparts telde op 1 januari 2022 5.996 inwoners.

## Geografie
De gemeente ligt aan het Étang de Berre of het meer van Berre. De oppervlakte van Saint-Mitre-les-Remparts bedroeg op 1 januari 2022 21,02 vierkante kilometer; de bevolkingsdichtheid was toen 285,3 inwoners per km².
De onderstaande kaart toont de ligging van Saint-Mitre-les-Remparts met de belangrijkste infrastructuur en aangrenzende gemeenten.

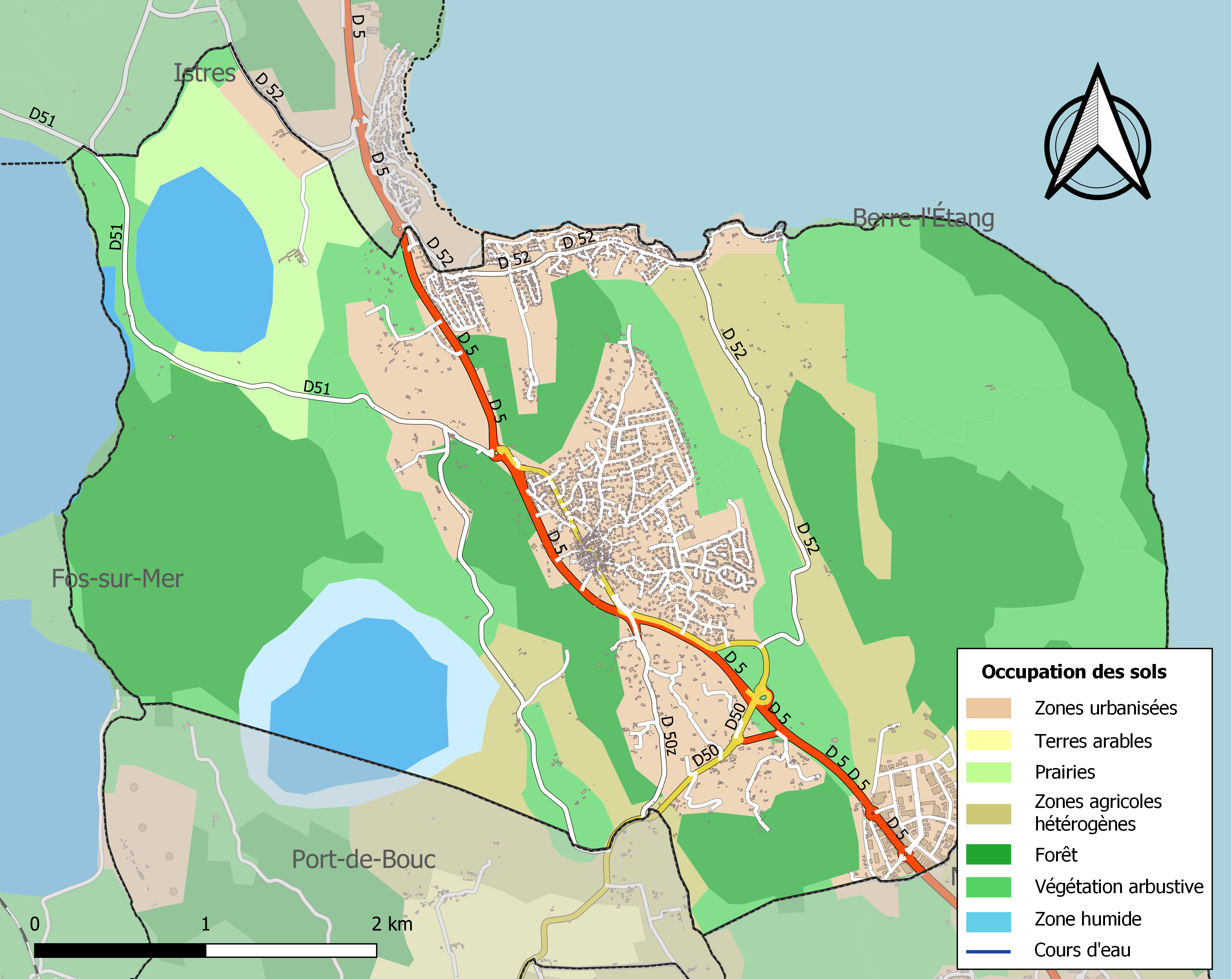

## Demografie
Onderstaande figuur toont het verloop van het inwonertal (bron: INSEE-tellingen).
Vanwege een beveiligingsprobleem met de MediaWiki Graph-software is het momenteel niet mogelijk deze grafiek weer te geven. Zodra de software is bijgewerkt zal de grafiek vanzelf weer zichtbaar worden.